# Mistrzostwa Wspólnoty Narodów w boksie 1983
Mistrzostwa Wspólnoty Narodów w boksie 1983 − 1. edycja mistrzostw Wspólnoty Narodów w boksie. Rywalizacja miała miejsce w Belfaście, a zawodnicy rywalizowali w dwunastu kategoriach wagowych. Podani zostali tylko zwycięzcy oraz finaliści.

## Medaliści
| Kategoria wagowa               | Złoto              | Srebro           |
| Waga papierowa (-48 kg)        | John Lyon          | John Sutherland  |
| Waga musza (-51 kg)            | Patrick Clinton    | Gerard Duddy     |
| Waga kogucia (-54 kg)          | John Hyland        | Danny Lee        |
| Waga piórkowa (-57 kg)         | Peter Konyegwachie | Billy Meehan     |
| Waga lekka (-60 kg)            | Alex Dickson       | Tony Dunlop      |
| Waga lekkopółśrednia (-63,5kg) | Christopher Ossai  | Michael Sykes    |
| Waga półśrednia (-67 kg)       | Tommy Campbell     | Charles Nwokolo  |
| Waga lekkośrednia (-71 kg)     | Rod Douglas        | Samuel Storey    |
| Waga średnia (-75 kg)          | Brian Schumacher   | Brendon Cannon   |
| Waga półciężka (-81 kg)        | Kevin Barry        | Jim Moran        |
| Waga ciężka (-91 kg)           | Michael Kenny      | Steve Williams   |
| Waga super ciężka (+91 kg)     | Keith Ferdinand    | Vernon Linklater |